# Teinobasis nigrostigma
Teinobasis nigrostigma – gatunek ważki z rodziny łątkowatych (Coenagrionidae). Występuje na Fidżi.